# Трой Сиван
Трой Сиван Мелет (на английски: Troye Sivan Mellet), познат като Трой Сиван, е австралийски актьор от южноафрикански произход, Ютюб влогър, певец и текстописец.
Като актьор, той играе в „Х-Мен началото: Върколак“ и за последен път е участвал във филма „Spud“, където играе главната роля. Сиван също прави Yotube влогове, където към март 2015 г. има на 3,2 млн. абонати и над 162 млн. гледания.
На 15 август 2014 г. Сиван издава своя първи мини-албум, наречен TRXYE, който достига 5-о място в Billboard 200. Най-известният сингъл от мини-албума – Happy Little Pill, достига 10-о място в австралийските музикални класации.
На 4 септември 2015 г. неговият втори мини-албум „Wild", излиза на пазара, като достига върха на множество музикални класации в над 66 страни. Трой също така пуска трилогия от музикални видеота между 5 септември и 15 октомври („WILD“, „FOOLS“ и „TALK ME DOWN“).
На 4 декември излиза неговият първи пълнометражен албум – Blue Neighbourhood.
Неговото видео „The 'Boyfriend' Tag“ с колегата му от Youtube Тайлър Оукли, печели наградата „Най-добър уеб колаб" на наградите Teen Choice Awards. През октомври 2014 г., списание Time включва Сиван в своята класация „Най-влиятелни тийнейджъри на 2014 г.“

## Личен живот
Сиван е роден в Йоханесбург, ЮАР на 5 юни 1995 г. Неговото семейство емигрира в Австралия, когато той е на две години, поради размириците и високата престъпност в страната. Сиван живее в Пърт, заедно с родителите си, сестра си и двамата си братя. Баща му е агент по недвижими имоти, а майка му – домакиня. Той е евреин (баща му е израснал в еврейско семейство, а майка му е приела юдаизмът след като се е омъжила). Той учи в училище в Пърт до 2009 г., когато записва дистанционно обучение. Той приема своето бащино име „Сиван“ като сценично име.
На 7 август 2010 г. Сиван признава на семейството си, че е хомосексуален. Три години по-късно, той разкрива сексуалната си ориентация публично в Youtube видео.

## Кариера

### Музикална кариера
Трой е пял в периода 2006 – 2008 в австралийския телевизионен канал Channel Seven Perth Telethon. Неговият EP „Dare to Dream“, е издаден през февруари 2008 г. През февруари 2010, Трой взима участие в „We Are the World 25 for Haiti (YouTube Edition)“, благотворително видео, направено с цел събиране на средства за пострадалите в земетресението в Хаити през 2010 г.
На 5 юни 2013 г. Трой подписва договор с EMI Australia, но го пази в тайна в продължение на една година. На 15 август 2014 г. той издава EP, състоящ се от 5 песни, наречен TRXYE. Той оглавява множество музикални класации, включително тези на Billboard 200 и iTunes.
Неговото второ ЕP „Wild" излиза на 4 септември 2015 г., като бързо се изкачва на върха на класациите на iTunes в множество страни, включително и България.
Между 5 септември и 15 октомври 2015 г., Трой пуска трилогия от видеоклипове, наречена „Blue Neighbourhood“ („Син квартал“), състояща се от клиповете – Wild, Fools и Talk Me Down, които бързо събират милиони гледания и предизвикват масова еуфория не само сред почитателите му, но и сред голяма част от гей общността по света.
На 15 октомври 2015 г. Трой обявява своя първи пълнометражен албум – „Blue Neighbourhood“, като малко по-късно той е пуснат в iTunes и Google Play за предварителна поръчка. Очаква се да излезне на пазара на 4 декември тази година.

### Кариера на актьор
Трой изпълнява главната роля в музикалната пиеса „Оливър!“ в Кралския театър в Пърт през 2006 г. На следващата година влиза в ролята на момчето в постановката „В очакване на Годо“.
През 2008 г. е избран да изиграе ролята на младия Джеймс Хаулет във филма „Х-Мен началото: Върколак“. Играе и главната роля във филма Spud. Сиван участва във филма Boy Erased, заедно с Лукас Хеджс и Никол Кидман през 2018 г.

### Youtube
Трой започва да прави Youtube видеа в своя канал през септември 2012 г., където преди е публикувал свои концертни участия и кавъри. Когато пуска първия си влог, той има близо 27 хиляди абонати. Към юни 2015 г. Трой има над 3,7 милиона абонати и над 180 милиона гледания. Неговият канал се нарежда на второ място по брой абонати в Австралия след HowToBasic.

## Филмография
| Година | Заглавие                      | Роля                  | Бележки           |
| ------ | ----------------------------- | --------------------- | ----------------- |
| 2009   | „Х-Мен началото: Върколак“    | Младият Джеймс Хаулет |                   |
| 2010   | Betrand the Terrible          | Ейс                   | Късометражен филм |
| 2010   | Spud                          | Джон „Спъд" Милтън    |                   |
| 2013   | Spud 2: The Madness Continues | Джон „Спъд" Милтън    |                   |
| 2014   | Spud 3: Learning to Fly       | Джон „Спъд" Милтън    |                   |
| 2018   | Boy Erased                    | Гари                  |                   |

### Телевизия
| Година    | Заглавие       | Роля    |
| --------- | -------------- | ------- |
| 2006 – 08 | Perth Telethon | Себе си |
| 2007      | Star Search    | Себе си |

### Театър
| Година    | Заглавие             | Роля         |
| --------- | -------------------- | ------------ |
| 2006 – 08 | „Оливър!“            | Оливър Туист |
| 2007      | „В очакване на Годо“ | Момче        |

## Дискография
| Заглавие                                                | Дата на издаване                                                                       | Място на музикални класации | Място на музикални класации | Място на музикални класации | Място на музикални класации | Място на музикални класации |
| Заглавие                                                | Дата на издаване                                                                       | AUS                         | CAN                         | FRA                         | NZ                          | US                          |
| ------------------------------------------------------- | -------------------------------------------------------------------------------------- | --------------------------- | --------------------------- | --------------------------- | --------------------------- | --------------------------- |
| Dare to Dream                                           | - Издаден: 2007 - Формат: Digital download                                             | —                           | —                           | —                           | —                           | —                           |
| June Haverly                                            | - Издаден: 22 юни 2012 - Лейбъл: Независим - Формат: Digital download                  | —                           | —                           | —                           | —                           | —                           |
| TRXYE                                                   | - Издаден: 15 август 2014 - Лейбъл: EMI Music Australia - Формат: CD, digital download | —                           | 2                           | 177                         | 2                           | 5                           |
| WILD                                                    | - Издаден: 4 септември 2014 - Лейбъл: EMI - Формат: CD, digital download               | 1                           | 6                           | 96                          | 3                           | 5                           |
| BLUE NEIGHBOURHOOD                                      | - Издаден: 4 декември 2015 г. - Лейбъл: EMI - Формат: CD, digital download             | 6                           | 11                          |                             | 3                           | 7                           |
| Bloom                                                   | - Издаден: 31 август 2018 - Лейбъл: EMI - Формат: CD, LP, digital download             | 3                           | 13                          |                             | 3                           | 4                           |
| „—“ означава, че албумът не е заема място в класацията. |                                                                                        |                             |                             |                             |                             |                             |

### Сингли
| Сингъл                            | Година | Peak chart positions | Peak chart positions | Peak chart positions | Peak chart positions | Peak chart positions | Peak chart positions | Peak chart positions | Peak chart positions | Peak chart positions | Peak chart positions | Certifications                                                                                           | Албум                          |
| Сингъл                            | Година | AUS                  | AUT                  | CAN                  | DEN                  | GER                  | IRE                  | NLD                  | NZ                   | UK                   | US                   | Certifications                                                                                           | Албум                          |
| --------------------------------- | ------ | -------------------- | -------------------- | -------------------- | -------------------- | -------------------- | -------------------- | -------------------- | -------------------- | -------------------- | -------------------- | --- | ------------------------------ |
| "Happy Little Pill"               | 2014   | 10                   | 47                   | 50                   | 11                   | 87                   | 11                   | 85                   | 2                    | 86                   | 92                   | - ARIA: Gold - RIAA: Gold                                                                                | TRXYE                          |
| "Wild"                            | 2015   | 16                   |                      | 72                   | —                    | —                    |                      |                      | 29                   | 62                   | —                    | - ARIA: Platinum - RIAA: Gold                                                                            | WILD                           |
| "Fools"                           | 2015   |                      |                      |                      |                      |                      |                      |                      |                      |                      |                      | | WILD                           |
| "Talk Me Down"                    | 2016   | 36                   |                      |                      |                      |                      |                      |                      |                      |                      |                      | | Blue Neighbourhood             |
| "Heaven"                          | 2016   |                      |                      |                      |                      |                      |                      |                      |                      |                      |                      | | Blue Neighbourhood             |
| "There for You" (с Мартин Гарикс) | 2017   | 23                   |                      | 48                   | 26                   | 31                   | 28                   | 21                   | 22                   | 40                   | 94                   | - ARIA: Platinum - BPI: Silver - GLF: Gold[15] - IFPI DEN: Gold - MC: Platinum - RIAA: Gold - RMNZ: Gold | —                              |
| "My My My!"                       | 2018   | 14                   |                      | 57                   | —                    | 87                   | 32                   | 79                   | 25                   | 38                   | 80                   | - ARIA: Platinum - MC: Gold - RIAA: Gold                                                                 | Bloom                          |
| "The Good Side"                   | 2018   | —                    | —                    | —                    | —                    | —                    | —                    | —                    | —                    | —                    | —                    | | Bloom                          |
| "Bloom"                           | 2018   | 34                   | —                    | —                    | —                    | —                    | —                    | —                    | —                    | —                    | —                    | - ARIA: Gold                                                                                             | Bloom                          |
| "Dance to This" (с Ариана Гранде) | 2018   | 39                   |                      | 85                   |                      |                      | 52                   |                      |                      | 64                   |                      | - ARIA: Gold                                                                                             | Bloom                          |
| "1999"                            | 2018   | 18                   |                      |                      |                      |                      | 28                   |                      |                      | 13                   |                      | - ARIA: Gold - BPI: Silver                                                                               | —                              |
| "Revelation"                      | 2018   |                      |                      |                      |                      |                      |                      |                      |                      |                      |                      | | Boy Erased (Саундтрак от филм) |
| "Somebody to Love"                | 2018   |                      |                      |                      |                      |                      |                      |                      |                      |                      |                      | | —                              |
| "I'm So Tired..."                 | 2019   | 11                   |                      | 57                   | 40                   | 42                   | 4                    | 67                   | 9                    | 8                    | 81                   | - BPI: Silver - MC: Platinum - RMNZ: Platinum                                                            | —                              |

### Други сингли
| Песен                                   | Година | Място в музикални класации | Албум       |
| Песен                                   | Година | AUS                        | Албум       |
| --------------------------------------- | ------ | -------------------------- | ----------- |
| "Papercut" (Zedd featuring Troye Sivan) | 2015   | 93                         | True Colors |

## Награди и номинации
| Година | Номиниран                          | Награда                                                              | Резултат  |
| ------ | ---------------------------------- | -------------------------------------------------------------------- | --------- |
| 2011   | Трой Сиван                         | Южноафриканската филмова и телевизионна награда за главна мъжка роля | Номиниран |
| 2014   | Трой Сиван                         | Най-добра мъжка уеб звезда Teen Choice Awards                        | Номиниран |
| 2014   | „The Boyfriend Tag“ с Тайлър Оукли | Най-добър уеб екип Teen Choice Awards                                | Спечелен  |
| 2014   | Трой Сиван                         | Най-добра мъжка уеб звезда NewNowNext Award                          | Спечелен  |
| 2015   | Трой Сиван                         | Текстописец на годината APRA Award for Breakthrough                  | Номиниран |
| 2015   | Трой Сиван                         | Музикалните награди на Youtube                                       | Спечелен  |
| 2015   | Трой Сиван                         | Kids' Choice Award for Favorite Aussie/Kiwi Internet Sensation       | Спечелен  |